# Frankston City
Koordinaten: 38° 9′ S, 145° 8′ O

Frankston City ist ein lokales Verwaltungsgebiet (LGA) im australischen Bundesstaat Victoria. Frankston gehört zur Metropole Melbourne, der Hauptstadt Victorias. Das Gebiet ist 131 km² groß und hat etwa 130.000 Einwohner.
Frankston liegt 40 bis 50 Kilometer südöstlich des Stadtzentrums von Melbourne am Ostrand der Port Phillip Bay im Norden der Mornington-Halbinsel. Es enthält sieben Stadtteile: Carrum Downs, Frankston, Frankston North, Frankston South, Langwarrin, Seaford und Skye. Der Sitz des City Councils befindet sich in Frankston im Westen der LGA.
Früher war der Norden des Gebiets Sumpfland, das für die Landwirtschaft trockengelegt wurde. Übrig davon ist noch ein 305 ha großes geschütztes Gebiet, die Seaford Wetlands, die für ihre Artenvielfalt an Vögeln bekannt sind. Während der Norden eben ist, steigt das Land gegen Süden in Richtung Mount Eliza an.
Heute ist die City ist ein Handels- und Dienstleistungszentrum des Südostens von Melbourne. In Frankston gibt es zwei große Einkaufszentren und mehrere Einkaufsstraßen.
Im Stadtteil Carrum Downs befindet sich der Shiva-Vishnu-Tempel, der größte hinduistische Tempel in Victoria.
Frankston hat eine Städtepartnerschaft mit der japanischen Stadt Susono.

## Verwaltung
Der Frankston City Council hat neun Mitglieder, die von den Bewohnern der drei Wards gewählt werden (je drei Councillor pro Ward). Diese drei Bezirke (East, North West und South West) sind unabhängig von den Stadtteilen festgelegt. Aus dem Kreis der Councillor rekrutiert sich auch der Mayor (Bürgermeister) des Councils.